# Emília Fernandes
Emília Teresinha Xavier Fernandes (Dom Pedrito, 18 de julio de 1950) es una política brasileña afiliada al PCdoB, profesora y sindicalista, fue la primera mujer en ser electa senadora por el Estado de Río Grande del Sur.

## Biografía
Formada en Pedagogía por la Universidad de la Región de la Campaña, con posgraduación en Planificación Educacional, fue profesora por 23 años. Cómo integrante del Consejo Provincial de los Profesores del Estado del Río Grande del Sur (CPERS/Sindicato), lideró varias huelgas y movimientos provinciales y nacionales. Fue concejala por tres mandatos en Santana del Livramento, ciudad donde se creó, por el PTB, y en esta época se aproximó a Sérgio Zambiasi. Emília se candidató al Senado en 1994, y acabó electa, aun siendo desconocida de gran parte del electorado; elección gana en gran medida por el apoyo del padrino Zambiasi, político y locutor de radio.
En 1996 se aleja de Zambiasi y abandona el PTB, ingresando en el PDT. Por este subtítulo se candidatea al gobierno del Estado del Río Grande del Sur en 1998. Queda en tercer lugar y apoya a Olívio Dutra del PT, que gana las elecciones en el segundo turno. El PDT entra en el gobierno pero, después de un año, decide abandonar la administración provincial. Emília Fernandes, entre otros pedetistas, como Sereno Chaise y Dilma Rousseff, decide no seguir el partido y acaba afiliándose al PT.
En el PT, es la primera mujer en presidir una Comisión Permanente del Senado: de Infraestructura, entre los años de 1999 y 2000. Fue vice-líder del partido en el Senado, coordinó la bancada federal gaúcha del PT y fue una de las coordinadoras de la Bancada Femenina del Congreso Nacional, además de presidir el Consejo Parlamentario para el Diploma Mujer Ciudadana Bertha Lutz.
En 2002 se candidateó a la reelección, pero no es reconducida al Senado. Los electos fueron Zambiasi (PTB), su antiguo padrino, y el compañero de partido Paulo Paim.
Con la elección de Luis Inácio Lula de Silva, Emília es indicada en 2003 para la Secretaría Especial de Políticas para las Mujeres, con estatus de ministra. Perteneció al grupo de petistas derrotados en las urnas que fueron recompensados con cargos en la esfera federal, como los gaúchos Tarso Genro y Miguel Rossetto. Sin embargo, un año después de tomar posesión, fue sustituida en la carpeta por Nilcéa Freire.
En 2006 se candidateó diputada federal, obteniendo la suplencia. En 2009, en función de la muerte del diputado federal Adão Pretto, Emília asumió en 17 de febrero un asiento en la Cámara de los Diputados, como primera suplente del PT. En las elecciones de 2010 concursó nuevamente como diputada federal, y como en 2006, obtuvo la suplencia.
En 2013 Emília Fernandes ingresó en el PCdoB, partido por el cual pretendía disputar una vacante al Senado en 2014, sin embargo, un acuerdo entre PT, PTB y PCdoB decidió lanzar el exgobernador Olivio Dutra como candidato. Actualmente Emilia es candidata a Diputada Provincial del Río Grande del Sur por el PCdoB.